# Le Pailly
Le Pailly é uma comuna francesa na região administrativa de Grande Leste, no departamento de Haute-Marne. Estende-se por uma área de 7,21 km². Em 2010 a comuna tinha 285 habitantes (densidade: 39,5 hab./km²).